# David Malembana
David Zeferino Malembana znany jako David Malembana (ur. 31 stycznia 1995 we Freitalu) – mozambicki piłkarz grający na pozycji środkowego obrońcy. Od 2023 jest zawodnikiem klubu Noah Erywań.

## Kariera klubowa
Swoją karierę piłkarską Malembana rozpoczął w klubie Dynamo Drezno. W latach 2013–2015 grał w jego rezerwach w Oberlidze. W sezonie 2015/2016 był zawodnikiem Goslarer SC 08, a w latach 2016-2019 - BFC Dynamo. W obu klubach grał na poziomie Regionalligi.
Latem 2019 Malembana przeszedł do Łokomotiwu Płowdiw. Swój debiut w nim zaliczył 19 lipca 2019 w zwycięskim 3:2 domowym meczu ze Sławią Sofia. W sezonie 2019/2020 zdobył z Łokomotiwem Puchar Bułgarii, a w sezonie 2020/2021 wywalczył wicemistrzostwo Bułgarii.
W 2021 roku Malembana został zawodnikiem Łokomotiwu Sofia. Swój debiut w nim zanotował 13 lutego 2022 w zremisowanym 1:1 domowym meczu z CSKA Sofia. W Łokomotiwie grał przez dwa sezony.
W 2023 roku Malembana został piłkarzem klubu Noah Erywań. Zadebiutował w nim 4 sierpnia 2023 w przegranym 0:1 wyjazdowym meczu z BKMA Erywań.
| Sezon   | Klub              | Kraj     | Rozgrywki    | Mecze | Bramki |
| ------- | ----------------- | -------- | ------------ | ----- | ------ |
| 2013/14 | Dynamo Drezno II  | Niemcy   | Oberliga     | 3     | 0      |
| 2014/15 | Dynamo Drezno II  | Niemcy   | Oberliga     | 13    | 0      |
| 2015/16 | Goslarer SC 08    | Niemcy   | Regionalliga | 27    | 2      |
| 2016/17 | BFC Dynamo        | Niemcy   | Regionalliga | 13    | 0      |
| 2017/18 | BFC Dynamo        | Niemcy   | Regionalliga | 24    | 3      |
| 2018/19 | BFC Dynamo        | Niemcy   | Regionalliga | 20    | 3      |
| 2019/20 | Łokomotiw Płowdiw | Bułgaria | Pyrwa PFL    | 24    | 0      |
| 2020/21 | Łokomotiw Płowdiw | Bułgaria | Pyrwa PFL    | 17    | 0      |
| 2021/22 | Łokomotiw Sofia   | Bułgaria | Pyrwa PFL    | 5     | 0      |
| 2022/23 | Łokomotiw Sofia   | Bułgaria | Pyrwa PFL    | 18    | 2      |

## Kariera reprezentacyjna
W reprezentacji Mozambiku Malembana zadebiutował 11 października 2021 roku w przegranym 0:1 meczu eliminacji do MŚ 2022 z Kamerunem, rozegranym w Tangierze. W 2024 roku został powołany do kadry na Puchar Narodów Afryki 2023. W tym turnieju nie zagrał w żadnym spotkaniu.